# Jean-Louis Tauran
Jean-Louis Tauran (Bordeaux, 1943. április 5. – Hartford, 2018. július 5.) camerlengo bíboros,  vatikáni diplomata és a felekezetek közötti kapcsolatok szakértője.

## Életpályája
Számos vatikáni tisztség mellett 1990 és 2003 között ellátta a vatikáni külügyminiszteri tisztséget is.
Ő volt az, aki 2013-ban a Habemus papam (Van pápánk) latin kifejezést használva bejelentette Ferenc pápa megválasztását.
Ferenc pápa 2014. december 20-án kinevezte őt camerlengo bíborosnak (pápai kamarásnak).
1999-ben megkapta a Magyar Érdemrend parancsnoki keresztje a csillaggal kitüntetést.